# Parexarnis superba
Parexarnis superba là một loài bướm đêm trong họ Noctuidae.